# Crotalaria tabularis
Crotalaria tabularis är en ärtväxtart som beskrevs av Baker f.. Crotalaria tabularis ingår i släktet sunnhampor, och familjen ärtväxter. Inga underarter finns listade i Catalogue of Life.